# بوتیریل کلرید
بوتیریل کلرید (به انگلیسی: Butyryl chloride) با فرمول شیمیایی C۴H۷ClO یک ترکیب شیمیایی است. که جرم مولی آن ۱۰۶٫۵۵ g/mol می‌باشد. شکل ظاهری این ترکیب، مایع زرد روشن است.